# Verband Schweizer Regionalbanken
Die Schweizer Bankenbranche wird von der Schweizerischen Nationalbank   in verschiedene Bankengruppen unterteilt. Wie die meisten von ihnen, sind die Regionalbanken und Sparkassen in einem eigenen Verband organisiert, dem Verband Schweizer Regionalbanken (VSRB). Dieser wurde am 14. Mai 2018 in Bern neu gegründet, nachdem schon früher ein entsprechender Verband (gegründet 1971) existierte. Dessen Funktion wurde aber nach seiner Auflösung 1996 von der RBA-Gruppe (heute Entris-Gruppe) übernommen.

## Zweck des VSRB
Der Verband bezweckt die Wahrung der gemeinsamen Interessen und die Förderung des Austauschs unter seinen Mitgliedern. Er setzt sich für die Stärkung der Stellung und des Image der Regionalbanken in der Schweiz ein. Konkret werden Stellungnahmen im Rahmen von Anhörungen und Vernehmlassungen verfasst und eingebracht, der Austausch zwischen den Mitgliedern gefördert, die Vertretung in Gremien des Finanzplatzes sichergestellt und die Öffentlichkeit informiert. Die Schweizerische Bankiervereinigung als Bankengruppen-übergreifender Verband spielt dabei eine wichtige Rolle für die Koordination innerhalb der Branche.

## Organisation
Die Verbandsführung wird vom VSRB-Verwaltungsrat wahrgenommen, dessen Amtsperiode drei Jahre dauert und der sich wie folgt zusammensetzt:
- Markus Gygax, seit 2022, Präsident, Verwaltungsratspräsident Valiant Bank AG
- Marianne Wildi, seit 2018, Vize-Präsidentin, Verwaltungsratspräsidentin Hypothekarbank Lenzburg AG
- Markus Boss, seit 2018, Vorsitzender der Geschäftsleitung Regiobank Solothurn AG
- Markus Gosteli, seit 2018, Vorsitzender der Geschäftsleitung AEK BANK 1826 Genossenschaft
- Christian Heydecker, seit 2018, Verwaltungsratspräsident Clientis AG und BS Bank Schaffhausen AG
- Suzanne Marclay-Merz, seit 2022, Verwaltungsratspräsidentin Bank Leerau Genossenschaft
- Peter Ritter, seit 2018, Verwaltungsratsmitglied Bernerland Bank AG
- Jürg Ritz, seit 2018, Senior Consultant Baloise Bank AG
- Michael Steiner, seit 2018, Vorsitzender der Geschäftsleitung acrevis Bank AG
- André Wegmann, seit 2023, Vorsitzender der Geschäftsleitung Bank Avera Genossenschaft
- René Zwicky, seit 2024, CEO der LLB (Schweiz) AG

Der Geschäftsführer ist seit 2018 Jürg de Spindler.

## Mitgliedsbanken des VSRB
Der Verband umfasst 58 Mitglieder, die meisten davon Regionalbanken und Sparkassen gemäss Definition der SNB. 